# Synchronicity (singel)
„Synchronicity” (jap. シンクロニシティ) – dwudziesty singel japońskiego zespołu Nogizaka46, wydany w Japonii 25 kwietnia 2018 roku przez N46Div..
Singel został wydany w pięciu edycjach: regularnej (CD) i czterech limitowanych CD+DVD (Type-A, Type-B, Type-C, Type-D). Osiągnął 1 pozycję w rankingu Oricon i pozostał na liście przez 94 tygodnie. Zdobył status płyty Milion.

## Lista utworów
Wszystkie utwory zostały napisane przez Yasushiego Akimoto.

### Type-A
| CD | CD                                                                                    | CD                | CD                | CD      |
| Nr | Tytuł utworu                                                                          | Kompozycja        | Aranżacja         | Długość |
| -- | ------------------------------------------------------------------------------------- | ----------------- | ----------------- | ------- |
| 1. | „Synchronicity” (jap. シンクロニシティ)                                               | Satori Shiraishi  | Satori Shiraishi  | 4:14    |
| 2. | „Against”                                                                             | Takahiro Furukawa | Takahiro Furukawa | 4:27    |
| 3. | „Kumo ni nareba ii” (jap. 雲になればいい) (wyk. Erika Ikuta, Misa Etō, Reika Sakurai) | Manabu Marutani   | Manabu Marutani   | 3:32    |
| 4. | „Synchronicity” (jap. シンクロニシティ) (off vocal ver.)                              | Satori Shiraishi  | Satori Shiraishi  | 4:14    |
| 5. | „Against” (off vocal ver.)                                                            | Takahiro Furukawa | Takahiro Furukawa | 4:27    |
| 6. | „Kumo ni nareba ii” (jap. 雲になればいい) (off vocal ver.)                            | Manabu Marutani   | Manabu Marutani   | 3:32    |

| DVD | DVD | DVD     |
| Nr  | Tytuł utworu                                                                                               | Długość |
| --- | --- | ------- |
| 1.  | „Synchronicity” (jap. シンクロニシティ) (Music Video)                                                      | 4:25    |
| 2.  | „Against” (Music Video)                                                                                    |         |
| 3.  | „Tabisuru 3-ri ~Saikō no odosan o sagashite~ Kanazawa-hen” (jap. 旅する3人〜最高のお土産を探して〜金沢編)  |         |
| 4.  | „Tabisuru 3-ri ~Saikō no odosan o sagashite~ Matsusaka-hen” (jap. 旅する3人〜最高のお土産を探して〜松阪編) |         |

### Type-B
| CD | CD                                                       | CD                | CD                | CD      |
| Nr | Tytuł utworu                                             | Kompozycja        | Aranżacja         | Długość |
| -- | -------------------------------------------------------- | ----------------- | ----------------- | ------- |
| 1. | „Synchronicity” (jap. シンクロニシティ)                  | Satori Shiraishi  | Satori Shiraishi  | 4:14    |
| 2. | „Against”                                                | Takahiro Furukawa | Takahiro Furukawa | 4:27    |
| 3. | „Atarashii sekai” (jap. 新しい世界)                      | Takahiro Furukawa | Takahiro Furukawa | 4:35    |
| 4. | „Synchronicity” (jap. シンクロニシティ) (off vocal ver.) | Satori Shiraishi  | Satori Shiraishi  | 4:14    |
| 5. | „Against” (off vocal ver.)                               | Takahiro Furukawa | Takahiro Furukawa | 4:27    |
| 6. | „Atarashii sekai” (jap. 新しい世界) (off vocal ver.)     | Takahiro Furukawa | Takahiro Furukawa | 4:35    |

| DVD | DVD | DVD     |
| Nr  | Tytuł utworu                                                                                           | Długość |
| --- | --- | ------- |
| 1.  | „Synchronicity” (jap. シンクロニシティ) (Music Video)                                                  | 4:25    |
| 2.  | „Atarashii sekai” (jap. 新しい世界) (Music Video)                                                      |         |
| 3.  | „Tabisuru 3-ri ~Saikō no odosan o sagashite~ Kōchi-hen” (jap. 旅する3人〜最高のお土産を探して〜高知編) |         |
| 4.  | „Tabisuru 3-ri ~Saikō no odosan o sagashite~ Kyōto-hen” (jap. 旅する3人〜最高のお土産を探して〜京都編) |         |

### Type-C
| CD | CD                                                       | CD                | CD                | CD      |
| Nr | Tytuł utworu                                             | Kompozycja        | Aranżacja         | Długość |
| -- | -------------------------------------------------------- | ----------------- | ----------------- | ------- |
| 1. | „Synchronicity” (jap. シンクロニシティ)                  | Satori Shiraishi  | Satori Shiraishi  | 4:14    |
| 2. | „Against”                                                | Takahiro Furukawa | Takahiro Furukawa | 4:27    |
| 3. | „Scoutman” (jap. スカウトマン)                           | SaSA              | SaSA              | 3:49    |
| 4. | „Synchronicity” (jap. シンクロニシティ) (off vocal ver.) | Satori Shiraishi  | Satori Shiraishi  | 4:14    |
| 5. | „Against” (off vocal ver.)                               | Takahiro Furukawa | Takahiro Furukawa | 4:27    |
| 6. | „Scoutman” (jap. スカウトマン) (off vocal ver.)          | SaSA              | SaSA              | 3:49    |

| DVD | DVD | DVD     |
| Nr  | Tytuł utworu                                                                                               | Długość |
| --- | --- | ------- |
| 1.  | „Synchronicity” (jap. シンクロニシティ) (Music Video)                                                      | 4:25    |
| 2.  | „Scoutman” (jap. スカウトマン) (Music Video)                                                               |         |
| 3.  | „Tabisuru 3-ri ~Saikō no odosan o sagashite~ Aomori-hen” (jap. 旅する3人〜最高のお土産を探して〜青森編)    |         |
| 4.  | „Tabisuru 3-ri ~Saikō no odosan o sagashite~ Yamaguchi-hen” (jap. 旅する3人〜最高のお土産を探して〜山口編) |         |
| 5.  | „Tabisuru 3-ri ~Saikō no odosan o sagashite~ Miyazaki-hen” (jap. 旅する3人〜最高のお土産を探して〜宮崎編)  |         |

### Type-D
| CD | CD                                                          | CD                              | CD                              | CD      |
| Nr | Tytuł utworu                                                | Kompozycja                      | Aranżacja                       | Długość |
| -- | ----------------------------------------------------------- | ------------------------------- | ------------------------------- | ------- |
| 1. | „Synchronicity” (jap. シンクロニシティ)                     | Satori Shiraishi                | Satori Shiraishi                | 4:14    |
| 2. | „Against”                                                   | Takahiro Furukawa               | Takahiro Furukawa               | 4:27    |
| 3. | „Tokitokimekimeki” (jap. トキトキメキメキ)                  | Satoshi Nakayama, Masaru Adachi | Satoshi Nakayama, Masaru Adachi | 4:00    |
| 4. | „Synchronicity” (jap. シンクロニシティ) (off vocal ver.)    | Satori Shiraishi                | Satori Shiraishi                | 4:14    |
| 5. | „Against” (off vocal ver.)                                  | Takahiro Furukawa               | Takahiro Furukawa               | 4:27    |
| 6. | „Tokitokimekimeki” (jap. トキトキメキメキ) (off vocal ver.) | Satoshi Nakayama, Masaru Adachi | Satoshi Nakayama, Masaru Adachi | 4:00    |

| DVD | DVD | DVD     |
| Nr  | Tytuł utworu                                                                                           | Długość |
| --- | --- | ------- |
| 1.  | „Synchronicity” (jap. シンクロニシティ) (Music Video)                                                  | 4:25    |
| 2.  | „Tokitokimekimeki” (jap. トキトキメキメキ) (Music Video)                                               |         |
| 3.  | „Itō Riria «Kagami no naka no jūsansai»” (jap. 伊藤理々杏『鏡の中の十三才』)                           |         |
| 4.  | „Iwamoto Renka «Renka no ōenka»” (jap. 岩本蓮加『れんかのおうえんか』)                                 |         |
| 5.  | „Umezawa Minami «Chō to senaka to kaeru to jiyū to»” (jap. 梅澤美波『蝶と背中とカエルと自由と』)       |         |
| 6.  | „Ōzono Momoko «SUTERU»” (jap. 大園桃子『SUTERU』)                                                      |         |
| 7.  | „Kubo Shiori «Kyūketsuki shiori»” (jap. 久保史緒里『吸血鬼 史緒里』)                                   |         |
| 8.  | „Sakaguchi Tamami «Koko wa doko da»” (jap. 阪口珠美『ここはどこだ』)                                   |         |
| 9.  | „Satō Kaede «Watashi no watashi»” (jap. 佐藤楓『わたしのわたし』)                                      |         |
| 10. | „Nakamura Reno «Kaze ni fukarete, Piihyorora»” (jap. 中村麗乃『風に吹かれて、ピーヒョロラ』)           |         |
| 11. | „Mukai Hazuki «Healthy Paradox»” (jap. 向井葉月『ヘルシーパラドックス』)                               |         |
| 12. | „Yamashita Mizuki «Sayonara Poltergeist»” (jap. 山下美月『さよならポルターガイスト』)                  |         |
| 13. | „Yoshida Ayano Christie "Ikkagetsumae, haru no uta»” (jap. 吉田綾乃クリスティー『一ヶ月前、春のうた』) |         |
| 14. | „Yoda Yūki «Horror eiga de saisho ni shinu yatsu»” (jap. 与田祐希『ホラー映画で最初に死ぬやつ』)       |         |

### Edycja regularna
| CD | CD                                                       | CD                   | CD                   | CD      |
| Nr | Tytuł utworu                                             | Kompozycja           | Aranżacja            | Długość |
| -- | -------------------------------------------------------- | -------------------- | -------------------- | ------- |
| 1. | „Synchronicity” (jap. シンクロニシティ)                  | Satori Shiraishi     | Satori Shiraishi     | 4:14    |
| 2. | „Against”                                                | Takahiro Furukawa    | Takahiro Furukawa    | 4:27    |
| 3. | „Kotodamahō” (jap. 言霊砲)                               | Tomolow, Ryōta Saitō | Tomolow, Ryōta Saitō | 4:50    |
| 4. | „Synchronicity” (jap. シンクロニシティ) (off vocal ver.) | Satori Shiraishi     | Satori Shiraishi     | 4:14    |
| 5. | „Against” (off vocal ver.)                               | Takahiro Furukawa    | Takahiro Furukawa    | 4:27    |
| 6. | „Kotodamahō” (jap. 言霊砲) (off vocal ver.)              | Tomolow, Ryōta Saitō | Tomolow, Ryōta Saitō | 4:50    |

## Skład zespołu
| „Synchronicity” |
| --- |
| - 1. gen.: Manatsu Akimoto, Erika Ikuta, Rina Ikoma, Sayuri Inoue, Misa Etō, Asuka Saitō, Reika Sakurai, Mai Shiraishi (środek), Kazumi Takayama, Nanase Nishino, Hina Higuchi, Minami Hoshino, Sayuri Matsumura, Yumi Wakatsuki - 2. gen.: Mai Shinuchi, Ranze Terada, Miona Hori - 3. gen.: Momoko Ōzono, Shiori Kubo, Mizuki Yamashita, Yūki Yoda |

| „Against” |
| --- |
| Piosenka została wykonywana przez wszystkie członkinie pierwszej generacji w momencie wydania. - 1. gen.: Manatsu Akimoto, Erika Ikuta, Rina Ikoma (środek), Sayuri Inoue, Misa Etō, Hina Kawago, Asuka Saitō, Chiharu Saitō, Yūri Saitō, Reika Sakurai, Mai Shiraishi, Kazumi Takayama, Kana Nakada, Nanase Nishino, Ami Nōjo, Hina Higuchi, Minami Hoshino, Sayuri Matsumura, Yumi Wakatsuki, Maaya Wada |

| „Atarashii sekai” |
| --- |
| - 1. gen.: Hina Kawago, Chiharu Saitō, Yūri Saitō, Kana Nakada, Ami Nōjo, Maaya Wada - 2. gen.: Karin Itō, Junna Itō, Iori Sagara, Kotoko Sasaki, Ayane Suzuki (środek), Rena Yamazaki, Miria Watanabe - 3. gen.: Riria Itō, Renka Iwamoto, Minami Umezawa, Tamami Sakaguchi, Kaede Satō, Reno Nakamura, Hazuki Mukai, Ayano Christie Yoshida |

| „Scoutman” |
| --- |
| Piosenka została wykonywana przez wszystkie członkinie drugiej generacji w momencie wydania. Hinako Kitano była nieobecna z powodu przerwy i pojawia się tylko w teledysku. - 2. gen.: Karin Itō, Junna Itō, Iori Sagara, Kotoko Sasaki, Mai Shinuchi, Ayane Suzuki, Ranze Terada, Miona Hori (środek), Rena Yamazaki, Miria Watanabe |

| „Tokitokimekimeki” |
| --- |
| Piosenka została wykonywana przez wszystkie członkinie trzeciej generacji w momencie wydania. - 3. gen.: Riria Itō, Renka Iwamoto (środek), Minami Umezawa, Momoko Ōzono, Shiori Kubo, Tamami Sakaguchi, Kaede Satō, Reno Nakamura, Hazuki Mukai, Mizuki Yamashita, Ayano Christie Yoshida, Yūki Yoda |

| „Kotodamahō”                                                      |
| ----------------------------------------------------------------- |
| - 3. gen.: Momoko Ōzono, Shiori Kubo, Mizuki Yamashita, Yūki Yoda |

## Notowania
| Lista                             | Pozycja |
| --------------------------------- | ------- |
| Oricon Weekly Singles Chart       | 1       |
| Oricon Yearly Singles Chart       | 3       |
| Billboard Japan Hot 100           | 1       |
| Billboard Japan Hot Singles Sales | 1       |

## Sprzedaż
| Dane wg         | Sprzedaż   |
| --------------- | ---------- |
| Oricon          | 1 320 463  |
| Billboard Japan | 1 404 000+ |